# Tosylaminohexansäure
Tosylaminohexansäure vereint Strukturelemente eines Sulfonamids und einer Aminosäure und wird durch  Umsetzung von ε-Aminocapronsäure mit para-Toluolsulfonsäurechlorid erhalten. Sie wird, insbesondere in Form ihres Triethanolamin-Salzes, als Korrosionsschutzmittel in wässrigen Systemen verwendet.

## Darstellung
Die Umsetzung von 6-Aminohexansäure mit Tosylchlorid in alkalischem (pH ca. 11) Wasser/1,4-Dioxan-Gemisch liefert nach Ansäurern Tosylaminohexansäure, die zur Reinigung aus 40%igem Ethanol umkristallisiert werden kann,
oder eine Lösung von Tosylchlorid in Tetrahydrofuran wird zu einer Lösung von ε-Aminocapronsäure in 1M Natronlauge gegeben und bei pH 11 unter Bildung von p-Toluolsulfonyl-ε-aminocapronsäure in 94%iger Ausbeute zur Reaktion gebracht.

## Eigenschaften
Tosylaminohexansäure ist ein weißer kristalliner Feststoff, der in Wasser bei neutralem pH-Wert kaum, in alkalischem pH gut löslich ist. Die Säure besitzt ein geringes Wassergefährdungspotential. und ist mit anderen Korrosionsinhibitoren sehr gut verträglich.

## Verwendung
6-(N-Tosylamino)capronsäure ist ein so genannter aschefreier und wenig schäumender Inhibitor für die Korrosion von Eisen und Eisen-Legierungen in wässrigen Systemen und wird meist als Triethanolamin-Salz in Konzentrationen von 0,2 bis 2,5 % Wirkstoffgehalt eingesetzt.
Tosylaminohexansäure auch in Systemen mit mehreren Metallen ein hochwirksamer Korrosionsinhibitor. Die Verbindung – insbesondere als Salz mit Triethanolamin, das ebenfalls antikorrosive Eigenschaften hat – vermindert die Korrosivität wasserhaltiger Kühl- und Hydraulikflüssigkeiten, Metallbearbeitungs- und -reinigungsflüssigkeiten und von Kühlschmiermitteln, wie Bohr- und Schneidemulsionen (engl. metal working fluids) und leistet Korrosionsschutz beim Drahtziehen sowie bei Offshore-Anwendungen.
Das von Tosylaminohexansäure abgeleitete Chlormethylketon
zeigte im Tiermodell Ehrlich Ascites Carcinoma  (experimenteller Mäusetumor) hohe antineoplastische Aktivität.